# Prairie du Sac
Prairie du Sac ist ein Village im Sauk County, Wisconsin, USA. Im Jahr 2020 hatte es insgesamt 4420 Einwohner, die auf einer Fläche von 5,5 km² leben. 0,55 % der Fläche besteht aus Wasser.

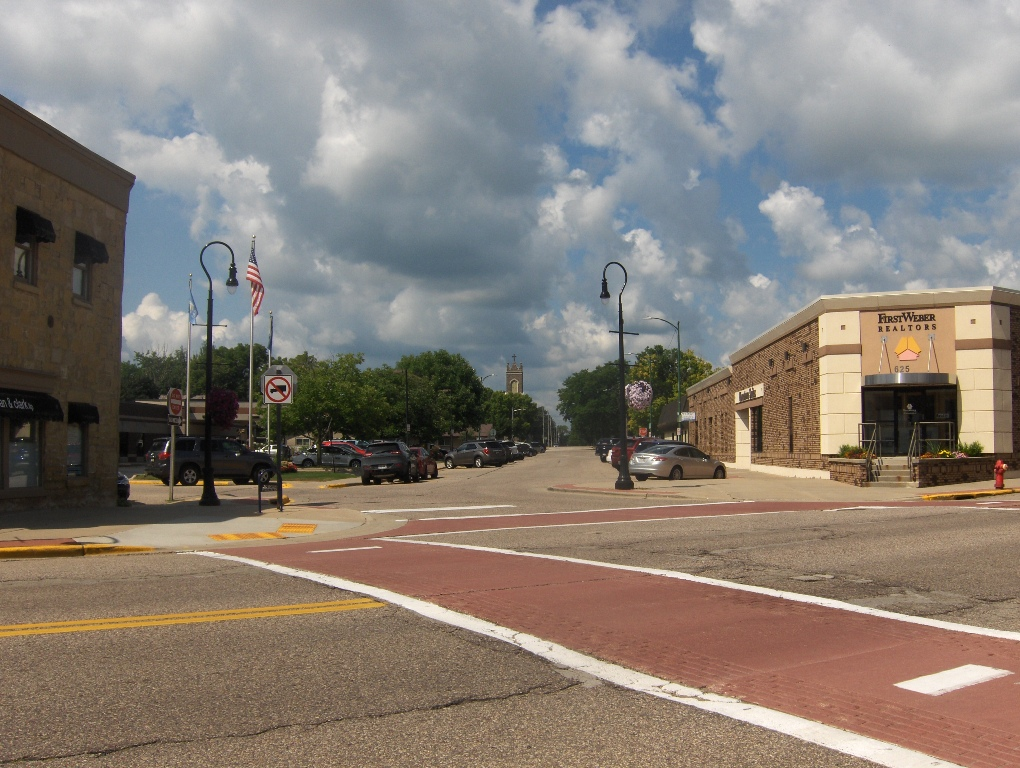
Galena St., Prairie du Sac

Prairie du Sac entstand aus einer französischen Siedlung entlang des Wisconsin Rivers. Der Name, Prärie der Sauk, rührt von einer damaligen Siedlung der Sauk im Wisconsin River Valley her.
Im Ort befinden sich die Zentrale der Restaurantkette Culver’s sowie das Zisterzienser-Nonnenkloster Valley of Our Lady Monastery.